# Бирлик (Байдибекский район)
Бирлик (каз. Бірлік) — село в Байдибекском районе Туркестанской области Казахстана. Административный центр Коктерекского сельского округа. Код КАТО — 513655100.

## Население
В 1999 году население села составляло 496 человек (248 мужчин и 248 женщин). По данным переписи 2009 года, в селе проживали 534 человека (263 мужчины и 271 женщина).